# Líšný (železniční zastávka)
Líšný je železniční zastávka v Libereckém kraji v okrese Jablonec nad Nisou v centru obce Líšný nedaleko Líšeňského tunelu. Leží v 113,370 km jednokolejné neelektrizované trati Pardubice–Liberec mezi stanicemi Malá Skála a Železný Brod. Nachází se v nadmořské výšce 276 m n. m. a je zařazena do integrovaného dopravního systému IDOL. Zajímavostí zastávky je, že se nachází prakticky u obecního úřadu Líšný. V blízkosti zastávky se také nachází kříž. Původně obyvatelé Líšného používali nedalekou (2,5 km vzdálenou) stanici Malá Skála. Je poměrně hojně využívána turisty pro výlety. Hned u zastávky je rozcestník turistických značek žluté a zelené barvy – žlutá vede podél řeky Jizery na Malou Skálu či do Železného Brodu, zelená stoupá do vrchu k Suchým skalám.

## Historie
Zastávka byla zprovozněna 1. června roku 1924 a jmenovala se Lisný nebo Líšný. V letech 1939–1945 (v období druhé světové války) měla německý název Lischnei Hp. nebo česky Líšný Hp. Po druhé světové válce (1945) dostala současný název Líšný. Tehdy byla používána k osobní dopravě. Zřízena byla pro obyvatele obce či k dopravě zaměstnanců do nedaleké přádelny bavlny (Menčíkova textilní výroba – po únoru 1948 byla znárodněna, v roce 1956 zrušena a následně změněna na sklárnu s výrobou bižuterie). Byla uprostřed Líšného mezi dvěma propustky (klenutými mosty). Čekárna byla vybudována na půdorysu 7,95 × 3,5 metru. Obsahovala velkou dřevěnou rohovou lavičku a přístupná byla přímo z nástupiště. Pro komerčního pracovníka byla v pravé části budovy malá kancelář, která byla propojena s prodejním okénkem, ve kterém se prodávaly jízdenky. Na zastávce bylo k dispozici dřevěné WC.

## Popis
Líšný je mezilehlá železniční zastávka. Nalezneme zde jedno jednostranné nástupiště o délce 90 metrů, které je tvořeno převážně z betonových panelů a zčásti zámkovou dlažbou, je opatřeno pevnou hranou typu Tischer. Nástupiště osvětluje 5 lamp. Nádražní budova, kde se nachází i čekárna, leží na konci nástupiště ve směru k Železnému Brodu. Je to jednoduchá stavba obdélníkového půdorysu s šikmou střechou a dvěma okny. Na zastávce jsou k dispozici dvě dřevěné lavičky a odpadkový koš.

## Doprava
Vlaky odsud jezdí např. do Liberce, Turnova, Lomnice nad Popelkou, Železného Brodu, Staré Paky, atd. Zastávku obsluhují pouze osobní vlaky, rychlíky zastávkou projíždějí.

## Cestující

### Odbavení cestujících
V zastávce nelze zakoupit jízdenky, odbavení cestujících se provádí ve vlaku.

### Přístup
Bezbariérový přístup není na žádné nástupiště (dle ČSN 73 4959). Přístup do budovy stanice (včetně přístřešku před povětrnostními vlivy) je bezbariérový.